# Arn de Salzbourg
Pour les articles homonymes, voir Arnon (homonymie).
Arn de Salzbourg, Arno de Salzbourg, Arnon de Saint-Amand ou Arno Salisburgensis en latin, né après 740 en Isengau (Bavière), mort le 24 janvier 821 à Salzbourg, est un homme d'Église de l'époque carolingienne, évêque de Salzbourg en 785, et premier archevêque en 798.

## Biographie

### Origines et débuts
Issu d’une famille noble bavaroise de Fagana, il est instruit à l'école épiscopale de Freising.
Il est ordonné diacre en 765 et prêtre en 776. Il paraît déjà fréquemment comme diacre à la suite de Tassilon III de Bavière, et son nom se trouve au bas de plus de vingt-cinq documents de l'Église de Freising ; on le lit également au bas de l'acte de fondation du couvent de Kremsmünster parmi les témoins.
En 778-779 Arn se retire dans le couvent bénédictin d'Elnon (Saint-Amand, en Flandre), dont il est élu abbé le 26 mai 782. Cette année-là il entre en relation avec Alcuin, qui s'était fixé dans les environs d'Elnon.

### Au service du duc de Bavière
En 785 Arn revient en Bavière où le duc Tassilon l’a nommé évêque de Salzbourg à la suite de Virgile. Il reçoit l'ordination épiscopale le 11 juin.
En 787, il est envoyé à Rome avec Hunrich, abbé de Mondsee, afin de demander au pape Adrien Ier, d'intervenir auprès de Charlemagne, alors en guerre contre la Bavière. Mais, l’année suivante, Tassilon est déposé et Charlemagne prend possession de la Bavière à Ratisbonne.

### Au service du roi des Francs
À cette époque, Arn rédige le Congestum, ou Indiculus, achevé en 788 avec l'aide du diacre Benoît. Cet ouvrage concerne les acquisitions de biens-fonds réalisées par l'Église de Salzbourg depuis sa fondation. C’est un témoignage important pour l'histoire de la Bavière. On attribue également à Arn un ouvrage intitulé Breves notitiae, rédigé sous sa direction de 798 à 800, qui reprend l’Indiculus de façon plus détaillée.
En 791, Arn obtient de Charlemagne une confirmation de toutes les donations faites au couvent de Salzbourg, qui, durant son épiscopat, se sont encore notablement augmentées. Les évêques de Salzbourg sont en effet en même temps les abbés du couvent de Saint-Pierre, fondé à Salzbourg. Arn, avec les conseils d'Alcuin, avec qui il est en correspondance, fait prendre à son couvent et à l'école qui y est adjointe, un nouvel essor au point de vue de la discipline et du savoir.
Arn paraît dès 791 comme missus dominicus de Charlemagne en Bavière, qu’il suit dans son expédition contre les Avars.
En 796, il accompagne Pépin d'Italie, fils de Charlemagne, dans une autre expédition contre les Avars. Après la victoire de Pépin, il est chargé de leur évangélisation dans la région de basse Pannonie. Il poursuit également l’évangélisation des Carantaniens et des Slaves entreprise par son prédécesseur.
En 797, Arn se rend de nouveau à Rome. Le 20 avril 798, il reçoit du pape Léon III, à la demande de Charlemagne et des évêques de Bavière, la dignité archiépiscopale et le pallium. Les évêchés, jusque-là suffragants de Freising de Neuburg, Passau, Ratisbonne et Brixen, dépendent désormais de l’archevêché de Salzbourg, ainsi que les zones de mission de Carinthie et de Pannonie (marche des Avars).

### Archevêque
Le nouvel archevêque convoque le 20 août 798 et le 20 janvier 799 deux synodes à Reisbach. Il accompagne, durant l'automne de la même année, jusqu'à Rome, le pape Léon III, qui avait cherché un refuge contre ses ennemis auprès de Charlemagne, à Paderborn. Arn, avant son départ, a évangélisé les Slaves de Pannonie, bâti des églises, ordonné des prêtres, et consacré, avec le consentement de Charlemagne, le prêtre Théodéric († 821) évêque des Carinthiens et des Bas-Pannoniens, en les plaçant sous la dépendance de l'Église de Salzbourg.
À son retour de Rome, il a une entrevue avec Alcuin au couvent d'Elnon. Il rapporte des reliques de saint Amand à Salzbourg, en même temps qu'il en inaugure le culte. Il revient à Rome, durant l'automne de l'année 800, où il assiste au couronnement de l'empereur Charlemagne. Il y retourne en 803, pour l'affaire des chorévêques.
Pendant le séjour de Charlemagne en Bavière, de septembre à novembre 803, Arn préside un nouveau synode à Reisbach, qui, entre autres, conformément à la réponse du pape, abolit l'usage des chorévêques et les met au rang des simples prêtres. Charlemagne, à son tour, visite Salzbourg, et y confirme pour toujours l'acte de Pépin de 796, qui avait placé une partie de la basse Pannonie sous la juridiction spirituelle de l'Église de Salzbourg. Malgré cela, en 804-805, l'évêque de Passau, Urolf, exerce les fonctions épiscopales dans la partie de la Pannonie qui appartenait à Salzbourg, en y prêchant, en y ordonnant des prêtres, et en élevant des prétentions au titre d'archevêque de Lorsch, ce qui oblige Arn à le déposer et à le remplacer par Hatton, vers 805.
Cette année-là Arn accompagne jusqu'à Ravenne le pape Léon, venu pour la seconde fois auprès de Charlemagne, en 804, et retournant à Rome par la Bavière. En décembre 806, Arn préside, en qualité de missus impérial, la diète d'Altötting, rassemblant les grands de Bavière, les seigneurs et les prélats, et le 26 janvier 807 il préside à Salzbourg un synode des évêques et des abbés de Bavière, dans lequel, entre autres dispositions, on décrète le partage de la dîme en quatre parts, la première pour l'évêque, la seconde pour le clergé, la troisième pour la construction des églises et la quatrième pour les pauvres. Enfin, pour la dernière fois, la même année, Arn paraît en qualité de missus dominicus dans le couvent de Garsch, près de l'Inn ; il avait rendu la justice, dans la même qualité, avec d'autres missi impériaux, en 802 à Ratisbonne et Freising, en 804 à Aibling et Tegernsee, en 807 à Föring.
Dans l'intervalle, après la mort du patriarche d'Aquilée, Paulin (802), avec qui il avait de bonnes relations, Arn entre en conflit avec son successeur, Ursus, qui prétend que la Carinthie est dans le ressort de son diocèse. Charlemagne tranche la discussion en juin 811, à la diète d'Aix-la-Chapelle, portant la frontière entre les deux diocèses à la Drave. Cette décision est confirmée, à la demande d'Arn, par Louis le Pieux en 820.
En 811 Arn se rend à l’assemblée générale d’Aix-la-Chapelle, pendant laquelle Charlemagne fait son testament et dispose de ses biens personnels, en présence des évêques, des abbés et des comtes. Arn participe au concile de Mayence, tenu en 813. En 814, il refuse de reconnaître l'évêque de Passau, Reginhar, qui prétend aussi s'attribuer le titre d'archevêque de Lorsch.
Jusqu’à sa mort le 24 janvier 821, Arn semble ne s'être plus occupé que des affaires de son diocèse ; il n'assiste pas au concile d'Aix-la-Chapelle de 816, d'où Louis le Pieux lui envoie la règle des chanoines qu'il y avait décrétée.